# Hrabia Cottenham
Tytuł hrabiego Cottenham został kreowany w parostwie Zjednoczonego Królestwa w 1850 r. dla Charlesa Pepysa, 1. barona Cottenham
- Dodatkowe tytuły hrabiego Cottenham
  - wicehrabia Crowhurst (kreowany w 1850 r. w parostwie Zjednoczonego Królestwa)
  - baron Cottenham (kreowany w 1836 r. w parostwie Zjednoczonego Królestwa)
- tytuł grzecznościowy najstarszego syna hrabiego Cottenham: wicehrabia Crowhurst

Baroneci Pepys of London
- 1801–1825: William Pepys, 1. baronet
- 1825–1845: William Weller Pepys, 2. baronet
- 1845–1851: Charles Christopher Pepys, 3. baronet

Baroneci Pepys of Juniper Hill
- 1784–1830: Lucas Pepys, 1. baronet
- 1830–1833: Charles Leslie, 2. baronet
- 1833–1849: Henry Leslie, 3. baronet
- 1849–1851: Charles Christopher Pepys, 4. baronet

Hrabiowie Cottenham 1. kreacji (parostwo Zjednoczonego Królestwa)
- 1850–1851: Charles Christopher Pepys, 1. hrabia Cottenham
- 1851–1863: Charles Edward Pepys, 2. hrabia Cottenham
- 1863–1881: William John Pepys, 3. hrabia Cottenham
- 1881–1919: Kenelm Charles Edward Pepys, 4. hrabia Cottenham
- 1919–1922: Kenelm Charles Francis Pepys, 5. hrabia Cottenham
- 1922–1943: Mark Everard Pepys, 6. hrabia Cottenham
- 1943–1968: John Digby Thomas Pepys, 7. hrabia Cottenham
- 1968–2000: Kenelm Charles Everard Digby Pepys, 8. hrabia Cottenham
- 2000 -: Mark John Henry Pepys, 9. hrabia Cottenham

Dziedzic tytułu hrabiego Cottenham: Sam Richard Pepys, brat 9. hrabiego